# Alexander Carbonarius

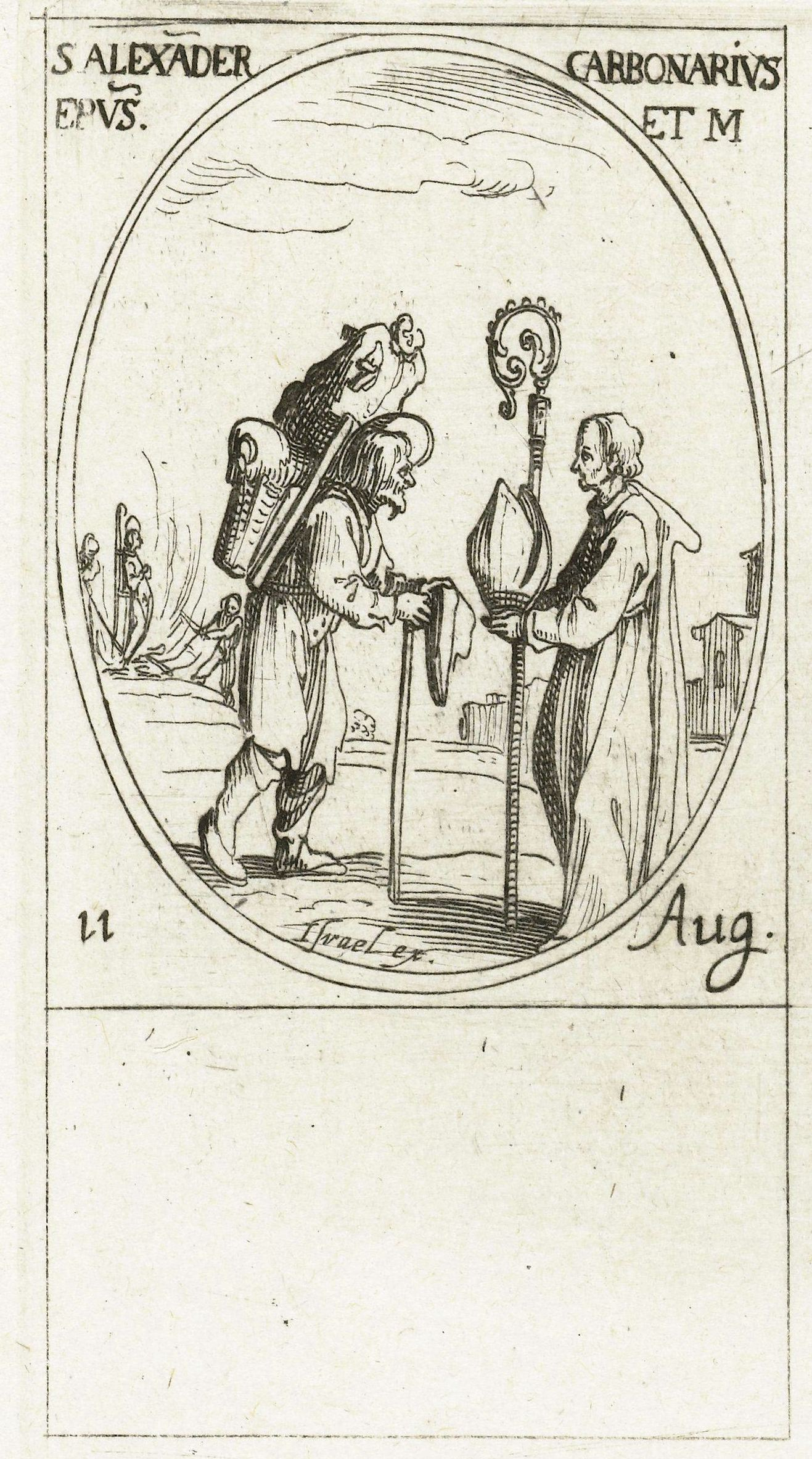
Ausschnitt eines Drucks von Jacques Callot

Alexander Carbonarius, auch Alexander von Comana, Alexander der Köhler (lat. carbonarius), († um 250 oder um 272) war Köhler, später war er Bischof des antiken Bistums Komana mit Sitz in Komana Pontika in der Nähe der heutigen türkischen Stadt Tokat. Das Bistum existiert heute noch als Titularbistum Comana Pontica. Alexander wird in der römisch-katholischen und in der orthodoxen Kirche als Heiliger verehrt.

## Leben
Der Name von Alexander ist in keinem alten griechischen oder römischen Kalender zu finden. Der heilige Gregor von Nyssa erwähnt ihn in einer Rede über den heiligen Gregor Thaumaturgos, in der die Wahl von Alexander zum Bischof erwähnt wird.
Im aktuellen römischen Martyrologium kommt sein Name vor, und es wird über ihn gesagt: Aus der Philosophie erlangte er eine hervorragende Kenntnis der christlichen Demut.
Alexander war griechischer Philosoph, lebte aber, um dem Weltlichen zu entfliehen, zurückgezogen als Köhler in Comana. Er war bekannt dafür, dass er außergewöhnlich zerlumpt und schmutzig war.
Als ein Bischof, ob der erste oder ein neuer, ist nicht bekannt, für Comana gewählt werden sollte, war Gregor Thaumaturgos bei der Auswahl behilflich. Man konnte sich auf keinen Kandidaten einigen. Aus Spott wurde schließlich Alexander der Köhler vorgeschlagen. Gregor Thaumaturgos nahm den Vorschlag ernst und Alexander stellte sich als tugendhafter Mann heraus und wurde von Gregor zum Bischof geweiht.
Unter Decius (falls Alexander um 250 gestorben ist) oder Aurelian (falls Alexander um 272 gestorben ist) wurde er zum Märtyrer. Er soll verbrannt worden sein.
Sein Fest wird in der römisch-katholischen Kirche am 11. August, in der orthodoxen Kirche am 12. August gefeiert.

Alexander der Köhler in der Kunst
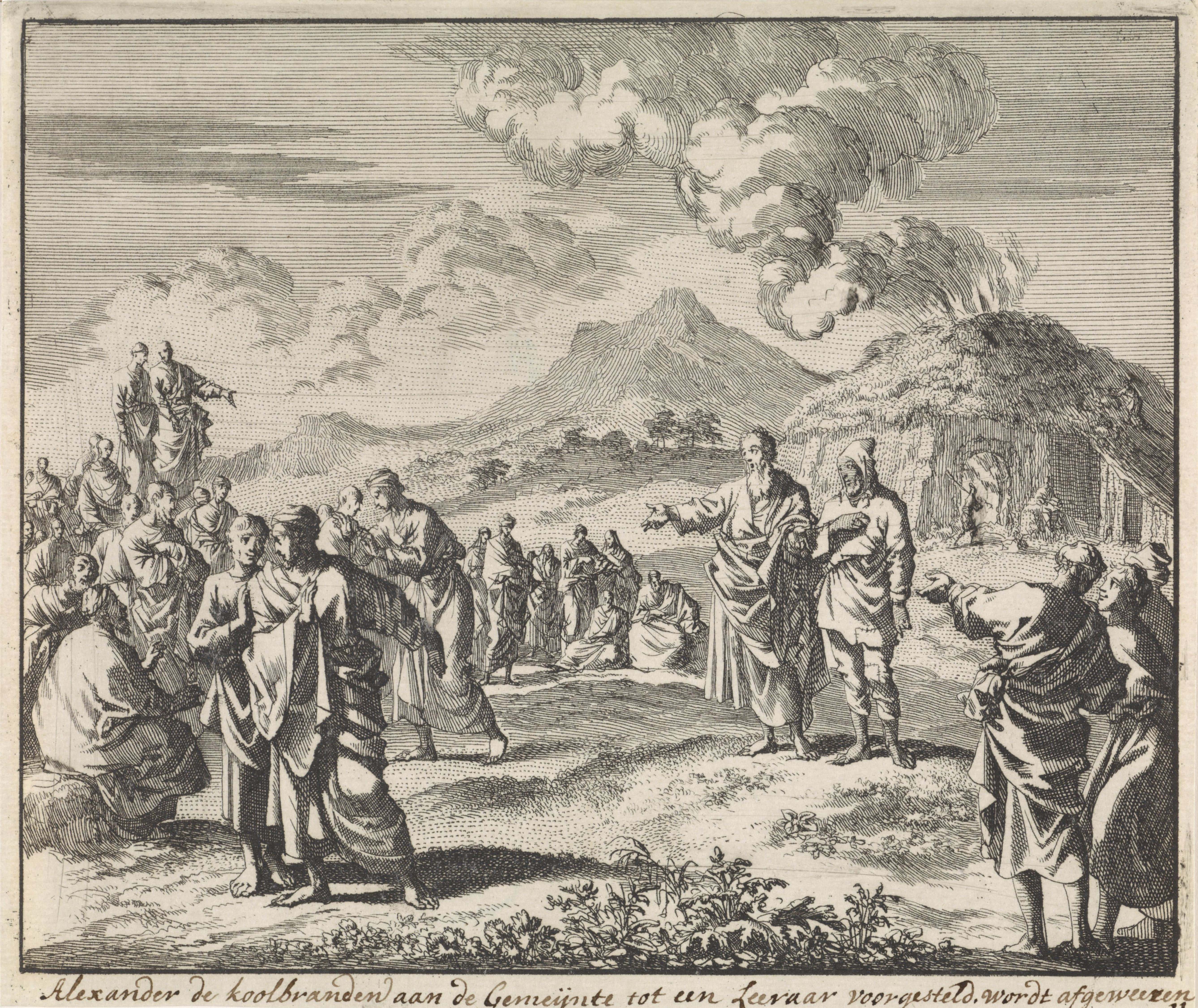
Der heilige Alexander Carbonarius wird der frühchristlichen Gemeinde als neuer Bischof vorgestellt, aber wegen seines ungepflegten Aussehens von ihr abgelehnt. Sie zeigen missbilligend auf ihn oder wenden sich ab, Illustration von Jan Luyken im Rijksmuseum Amsterdam, 1700
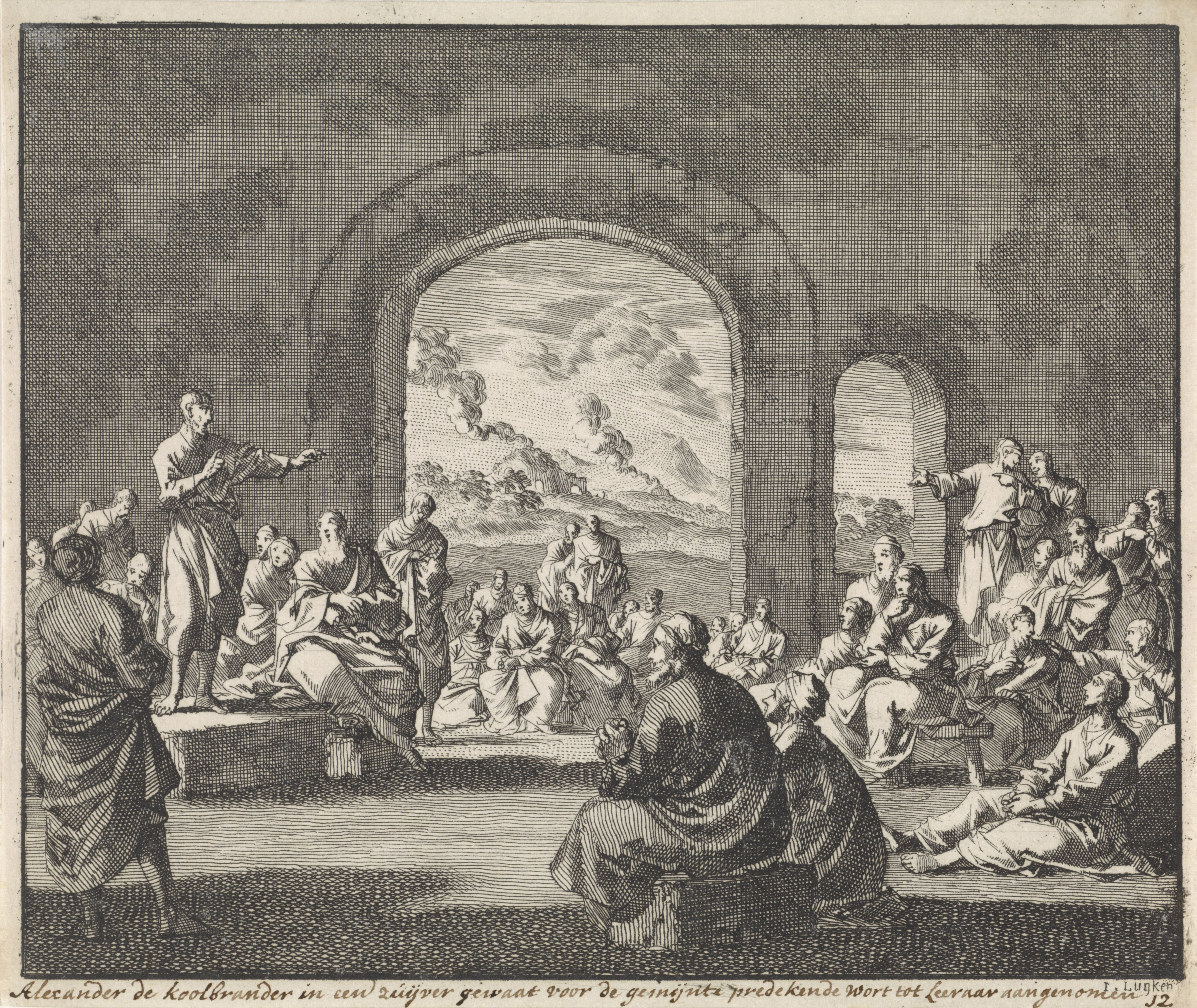
Der heilige Alexander Carbonarius predigt vor der frühen christlichen Gemeinde. Er trägt ein sauberes Gewand und hat sich gewaschen. Die Gemeinde nimmt ihn als ihren neuen Bischof an, Illustration von Jan Luyken im Rijksmuseum Amsterdam, 1700

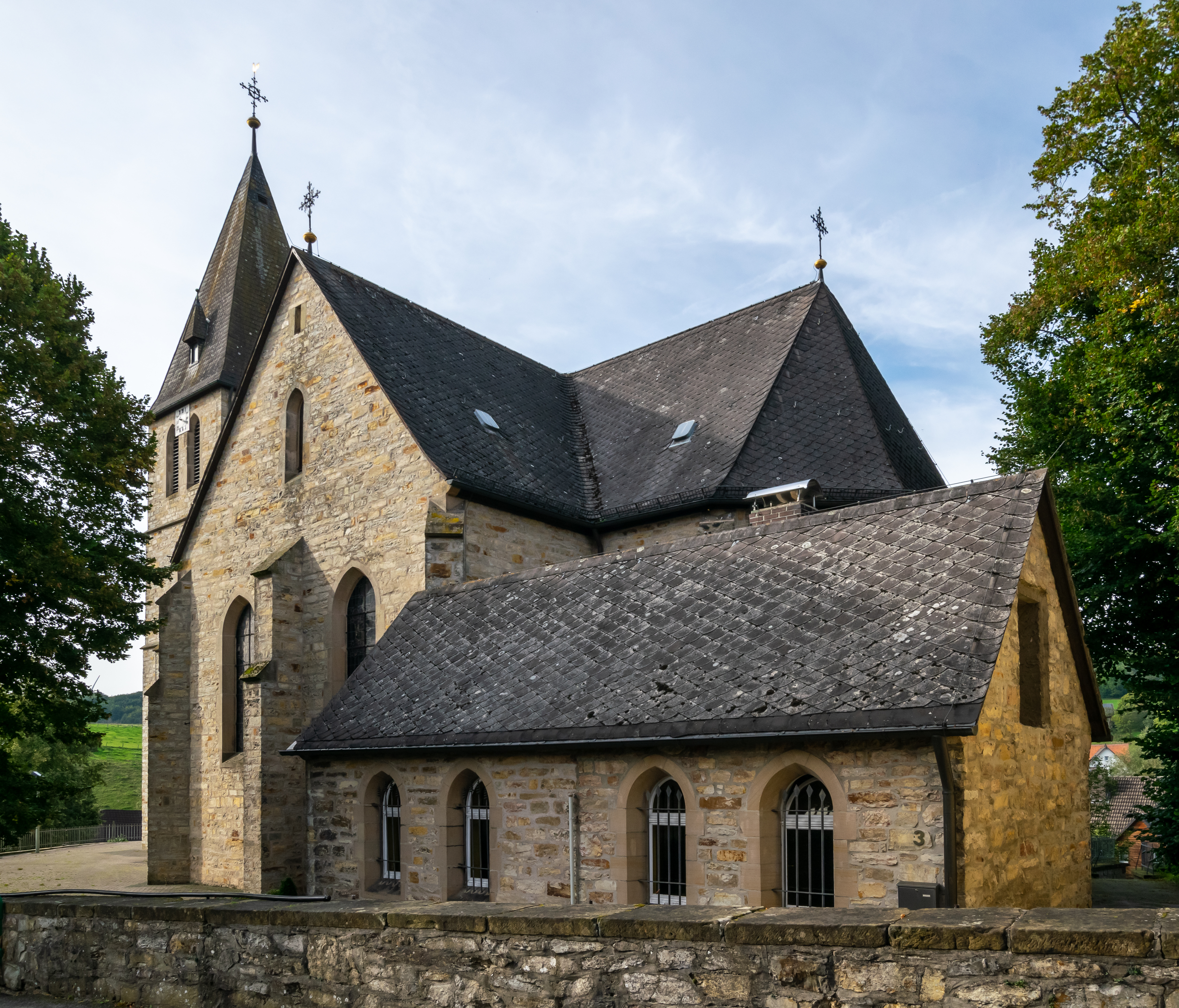
Kirche St. Alexander in Iggenhausen

In Iggenhausen steht die Kirche St. Alexander. Die Schutzherrschaft über diese Kirche hat Alexander Carbonarius.